# Pycreus
Pycreus es un género de plantas herbáceas de la familia de las ciperáceas. Comprende 235 especies descritas y de estas, solo 115 aceptadas.

## Descripción
Son plantas perennes o anuales de corta a mediana talla, con o sin rizomas cortos. Tallos cespitosos o próximos, trígonos, erectos, lisos, foliosos. Inflorescencia abierta o contraída, la mayoría de los rayos más bien cortos; brácteas cortas o largas; espigas raramente ramificadas. Espiguillas bisexuales, laxas o densas, ascendentes, patentes o raramente deflexas, generalmente pocas en un raquis corto, lineares u oblongas, más o menos comprimidas. Glumas con pocas nervaduras, la mayoría cercanas a la costilla media frecuentemente 2-carinada dejando a los lados sin nervaduras, dísticas, caducas, la raquilla persistente, ligeramente flexuosa, sin alas o angostamente aladas. Flores bisexuales; perianto ausente; estambres 2 o 3; estigmas 2. Aquenios lenticulares, generalmente biconvexos, con un borde adyacente a la raquilla, las células superficiales verticalmente rectangulares perforadas o, más frecuentemente, punteadas.

## Taxonomía
El género fue descrito por Ambroise Marie François Joseph Palisot de Beauvois y publicado en Flore d'Oware 2: 48. 1816. La especie tipo es: Pycreus polystachyos (Rottb.) P. Beauv. 

## Especies seleccionadas
- Pycreus acaulis Nelmes
- Pycreus acuticarinatus (Kük.) Cherm.
- Pycreus aethiops (Welw. ex Ridl.) C.B.Clarke in T.A.Durand & H.Schinz
- Pycreus afrozonatus Lye[3]
- Pycreus dwarkensis
- Pycreus elegantulus
- Pycreus flavescens
- Pycreus polystachyos
- Pycreus pumilus
- Pycreus sanguinolentus